# Édouard Lucas
François Édouard Anatole Lucas (Amiens, 4 aprile 1842 – Parigi, 3 ottobre 1891) è stato un matematico francese.

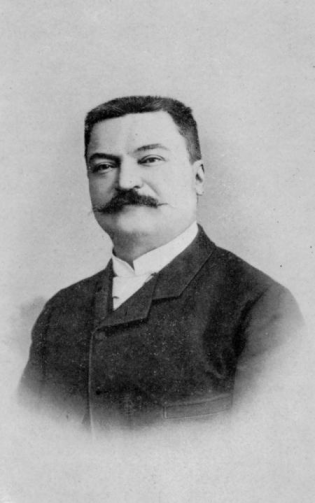
Édouard Lucas

È noto per i suoi studi sulla teoria dei numeri, in particolare sulla successione di Fibonacci, e sul test di primalità per i numeri di Mersenne oggi detto test di Lucas-Lehmer. La successione di Lucas, legata a quella di Fibonacci, porta il suo nome.
Studente della École Normale Supérieure, Lucas lavorò nell'osservatorio di Parigi, e servì come ufficiale di artiglieria nell'esercito francese durante la guerra franco-prussiana del 1870-71. In seguito divenne professore di matematica prima al Lycée Saint Louis, poi al Lycée Charlemagne, entrambi a Parigi.
Nel suo lavoro sulla successione di Fibonacci definì la correlata successione di Lucas, simile all'altra ma con un diverso punto di partenza.
Studiò anche degli algoritmi per lo studio della primalità dei numeri: nel 1857, all'età di quindici anni, usando le proprietà della successione di Lucas, iniziò a verificare la primalità del numero 2127-1; nel 1876 riuscì infine a dimostrare che questo numero era primo. Esso rimase il più grande numero primo di Mersenne conosciuto per tre quarti di secolo, e probabilmente resterà per sempre il più grande trovato senza l'aiuto del computer. Più tardi, Derrick Henry Lehmer raffinò il metodo di Lucas ottenendo il test di Lucas-Lehmer, ancora oggi usato per verificare la primalità di questi numeri.
Lucas si interessò anche di equazioni diofantee; pose il problema di stabilire se l'unica soluzione di
{\displaystyle \sum _{n=1}^{N}n^{2}=M^{2}\;}
con N>1 fosse in corrispondenza di N = 24 e M = 70. La dimostrazione di questo fatto fu raggiunta solo nel 1918 attraverso l'uso delle funzioni iperellittiche; oggi quest'equazione è rilevante nel contesto della teoria delle stringhe in 26 dimensioni.
Lavorò inoltre allo sviluppo del calcolo umbrale. Era anche interessato alla matematica ricreativa: scoprì una soluzione binaria per il Baguenaudier, e fu l'inventore della torre di Hanoi, che diffuse sotto lo pseudonimo di N. Claus de Siam, un anagramma di Lucas d'Amiens.
Lucas morì a Parigi in circostanze inusuali: al banchetto annuale del congresso dell'Association française pour l'avancement des sciences, un cameriere fece cadere delle stoviglie, e un piatto rotto tagliò Lucas su una guancia. Morì pochi giorni dopo, a soli 49 anni, a causa di gravi infiammazioni cutanee, probabilmente causate da setticemia.